# All Things Must Pass
All Things Must Pass (en español: Todas las Cosas Deben Pasar) es el tercer álbum de estudio del músico, compositor y cantante británico George Harrison, publicado por Apple Records el 30 de noviembre de 1970, tras la separación de The Beatles meses antes.El álbum reflejó la influencia de las actividades musicales que Harrison desarrolló entre 1968 y 1970 de forma paralela a su trabajo con dicha banda y que contó con el respaldo de músicos como Eric Clapton, Delaney & Bonnie y Billy Preston. Además, reveló su auge como compositor más allá de su papel secundario al de sus compañeros de grupo John Lennon y Paul McCartney, así como la consolidación de un trasfondo espiritual implícito en toda su carrera musical posterior.
Harrison comenzó la grabación de All Things Must Pass con el productor Phil Spector en los Estudios Abbey Road de Londres en mayo de 1970, dos meses después de la separación de The Beatles, y contó con la ayuda de varios artistas importantes ya amigos suyos, entre los que figuraron Eric Clapton, su excompañero Ringo Starr, Gary Wright, Billy Preston, Klaus Voormann, John Barham y Pete Drake, entre otros.
En su primer lanzamiento, All Things Must Pass incluyó tres discos de vinilo, dos de ellos con material original y un tercero con improvisaciones musicales bajo el título de Apple Jam, lo cual supuso la primera publicación triple de un artista de rock.
Tras su publicación, All Things Must Pass recibió en general buenas reseñas de la prensa musical. El periodista Ben Gerson, de la revista musical Rolling Stone, calificó el sonido del álbum como «wagneriano, bruckneriano, la música de la cima de las montañas y los vastos horizontes». Desde el punto de vista comercial, el álbum alcanzó el primer puesto en la lista de discos más vendidos de numerosos países, entre ellos la Billboard 200 y la UK Albums Chart. Tras su reedición en 2001, la RIAA certificó el álbum con seis discos de platino.
En el 2020 el álbum fue ubicado en el puesto 368 en la lista de los 500 mejores álbumes de todos los tiempos de la revista Rolling Stone.

## Antecedentes

### Contacto con Dylan y The Band
El periodista británico John Harris señaló el comienzo de All Things Must Pass en la visita que Harrison realizó a Estados Unidos a finales de 1968, tras las sesiones de grabación del White Álbum de The Beatles. Durante una estancia en Woodstock en noviembre, Harrison entabló una fuerte amistad con el músico estadounidense Bob Dylan y observó la estructura interna del grupo canadiense The Band, banda en la que sus cinco miembros participaban en las decisiones musicales de forma equitativa, lo cual contrastaba con el rol dominante de John Lennon y de Paul McCartney en The Beatles.
Tras esta visita, Harrison experimentó un aumento de su capacidad compositiva y un renovado interés por la guitarra, tras haber pasado tres años estudiando técnicas para tocar el sitar, con su gurú espiritual y amigo Ravi Shankar. Además de ser, junto a Robert Hunter y Jacques Levy, uno de los pocos músicos en coescribir canciones junto a Dylan, Harrison colaboró también con Eric Clapton en la canción «Badge», sencillo para el grupo de Clapton, Cream, y que fue lanzado en la primavera de 1969.

### Producciones previas
De regreso a Londres y con sus composiciones relegadas como parte del catálogo de The Beatles, Harrison satisfizo su creatividad con proyectos paralelos que, en palabras del biógrafo Simon Leng, sirvieron como una «fuerza emancipadora» frente a las restricciones impuestas dentro del grupo. Su actividad musical en 1969 incluyó la producción de trabajos para el pianista y colaborador asiduo de su banda, Billy Preston, y para la cantante Doris Troy, dos músicos norteamericanos cuyas raíces en el gospel y el soul influyeron significativamente el sonido de All Things Must Pass. Además, grabó con artistas como Leon Russell y Jack Bruce (de Cream), y acompañó a Clapton en una pequeña gira musical con Delaney & Bonnie. Harrison identificó también su participación en el movimiento Hare Krishna como «otra pieza en el rompecabezas» de una evolución espiritual que comenzó en 1966. Además de abrazar el visnuismo, Harrison produjo dos sencillos del Radha Krishna Temple, un grupo de devotos afincados en Reino Unido, entre 1969 y 1970.

### Contacto con Phil Spector
En enero de 1970, Harrison invitó al productor estadounidense Phil Spector a participar en la grabación del sencillo de John Lennon «Instant Karma!». Esta asociación llevó a Spector a sustituir primero a George Martin en la producción de las cintas de Get Back, el último proyecto de The Beatles que vio la luz en 1970 con el título de Let It Be, y después a producir All Things Must Pass. 
Harrison discutió por primera vez la posibilidad de grabar un álbum en solitario con canciones inéditas durante las sesiones de grabación de Get Back, que tuvieron lugar en los Twickenham Film Studios en enero de 1969. El 25 de febrero, el día de su 26.º cumpleaños, Harrison grabó en los Estudios Abbey Road demos de «All Things Must Pass», «Something» y «Old Brown Shoe». La inclusión de «Something» y «Here Comes the Sun» en el álbum Abbey Road favoreció al reconocimiento de la capacidad compositiva de Harrison.

### Separación de The Beatles
Tras el anuncio de McCartney de abandonar el grupo el 10 de abril de 1970, que significó la ruptura de The Beatles de facto, Harrison enfocó su creatividad en publicar un nuevo trabajo en solitario. Si bien grabó previamente los álbumes Wonderwall Music, una banda sonora mayoritariamente instrumental considerado su primer disco en solitario, y Electronic Sound, un álbum meramente experimental, el músico consideró All Things Must Pass como su primer álbum en solitario, una visión que compartieron sus biógrafos Leng y Joshua Greene, así como críticos y periodistas musicales como John Harris, David Fricke y Richie Unterberger.

## Composición
| «Fui a Friar Park, la casa de George [...] y me dijo: «Tengo unas cuantas cancioncillas para que las escuches». ¡Era interminable! Tenía literalmente centenares de canciones y cada una era mejor que el resto. Tenía toda esa emoción acumulada cuando me las enseñó». —Phil Spector. |

Phil Spector escuchó por primera vez las canciones de Harrison a comienzos de 1970 en una visita a Friar Park, una mansión ubicada en Henley-on-Thames. El productor admitió años después que la cantidad y calidad del material era «interminable». Harrison había acumulado canciones desde 1966, con temas como «Isn't It a Pity» y «Art of Dying», compuestas durante aquel año. Además, escribió al menos dos canciones junto a Dylan durante su estancia en Nueva York, de las cuales solo «I'd Have You Anytime» apareció en All Things Must Pass.
Durante las sesiones de grabación de Get Back, Harrison ensayó también las canciones «All Things Must Pass», «Hear Me Lord» y «Let It Down», aunque no las desarrolló en profundidad. La atmósfera tensa de trabajo en Twickenham llevó a Harrison a componer otra canción, «Wah-Wah», que tuvo su origen en una discusión con McCartney y en su salida temporal del grupo el 10 de enero de 1969. Poco tiempo después compuso «Run of the Mill», con una letra enfocada en las relaciones de amistad fallidas dentro del grupo y en los problemas empresariales que rodeaban a Apple Corps.
Las actividades musicales de Harrison paralelas a su trabajo con The Beatles durante 1969 inspiraron otro tema del álbum, «What is Life», que surgió mientras conducía su coche camino a una sesión de grabación en Londres para el álbum de Billy Preston That's the Way God Planned It. Otra canción, «Behind That Locked Door», nació como un mensaje de aliento de Harrison a Dylan, compuesta la noche anterior a su participación en el Festival de la Isla de Wight, una de sus primeras actuaciones en directo tras sufrir un accidente de moto en 1966.

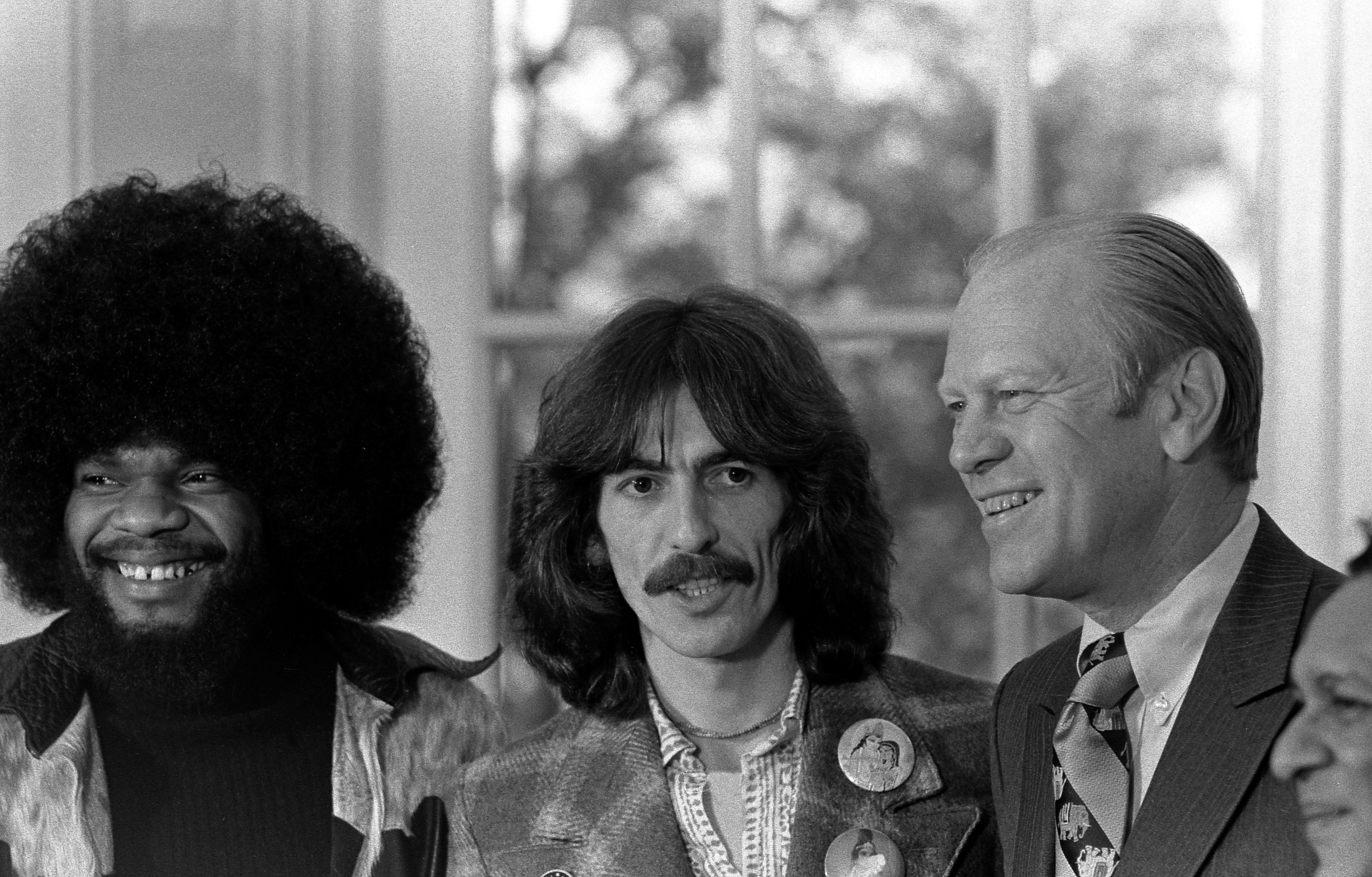
El músico Billy Preston —en la fotografía, con Harrison y Gerald Ford— grabó «My Sweet Lord» y «All Things Must Pass» antes de que Harrison las publicara en su propio álbum.

El primer sencillo del álbum, «My Sweet Lord», surgió como un ejercicio para componer una canción góspel durante una parada de la gira de Delaney & Bonnie en Copenhague en diciembre de 1969. Poco después de terminarla, Harrison cedió «My Sweet Lord» y «All Things Must Pass» a Preston, quien publicó las canciones en su álbum Encouraging Words en septiembre de 1970, dos meses antes de la edición de All Things Must Pass. Por otra parte, la canción «I Dig Love» surgió como un experimento de Harrison con la guitarra slide, una técnica que Bramlett le hizo conocer con la finalidad de suplir la marcha del guitarrista Dave Mason en la gira de Delaney & Bonnie. Otras canciones de All Things Must Pass fueron compuestas durante la primera mitad de 1970, como «Awaiting on You All», que reflejó la influencia de los cánticos tras su participación en el movimiento Hare Krishna; «Ballad of Sir Frankie Crisp (Let It Roll)», que fue un homenaje al anterior propietario de Friar Park; y «Beware of Darkness».
Poco antes de comenzar a grabar All Things Must Pass, participó en una sesión de grabación con Dylan el 1 de mayo de 1970, durante la cual el músico le cedió una canción propia, «If Not for You». Una de las últimas canciones compuestas para el álbum fue «Apple Scruffs», con influencias de la música de Dylan y que sirvió de homenaje a un grupo de seguidores de The Beatles que mantenían una vigilia permanente a las afueras del estudio de grabación donde el grupo solía trabajar.

### Apple Jam
El tercer disco de la edición original de All Things Must Pass, titulado Apple Jam, incluyó «Out of the Blue», «Plug Me In», «I Remember Jeep» y «Thanks for the Pepperoni», cuatro de los cinco temas instrumentales que Harrison y otros músicos improvisaron durante las sesiones. Las canciones de Apple Jam están construidas bien con mínimos cambios de acordes, bien con un solo riff, como en el caso de «Out of the Blue». El título de «I Remember Jeep» tuvo su origen en el nombre del perro de Eric Clapton, «Jeep», mientras que «Thanks for the Pepperoni» surgió de un verso extraído de un álbum del cómico Lenny Bruce.
En una entrevista con la revista Billboard en diciembre de 2000, Harrison comentó sobre los temas instrumentales: «Las improvisaciones, yo no quería simplemente tirarlas al armario y al mismo tiempo no eran una parte del disco; fue por eso por lo que las puse en [uno] aparte como una especie de bonificación». El tercer disco de vinilo de All Things Must Pass incluyó una funda con un diseño de Tom Wilkes, en la que se observa un bote de mermelada con el título de Apple Jam en la tapa y dos hojas de manzano en el exterior.
La única canción de Apple Jam cantada fue «It's Johnny's Birthday», donde se utilizó el ritmo de la canción de Cliff Richard «Congratulations» y que fue un regalo para John Lennon con motivo de su 30.º cumpleaños. Al igual que en el resto de canciones de Apple Jam, Harrison figuró como compositor de «It's Johnny's Birthday» en la edición británica del álbum, mientras que en la edición estadounidense, la única información incluida en el disco fue una referencia a la organización de derechos de difusión Broadcast Music, Inc. En diciembre de 1970, Bill Martin y Phil Coulter, compositores de «Congratulations», reclamaron las regalías correspondientes por la difusión de «It's Johnny's Birthday», lo que llevó a Apple Corps a modificar los créditos de la canción para reconocer a Martin y a Coulter.

### Demos y canciones descartadas

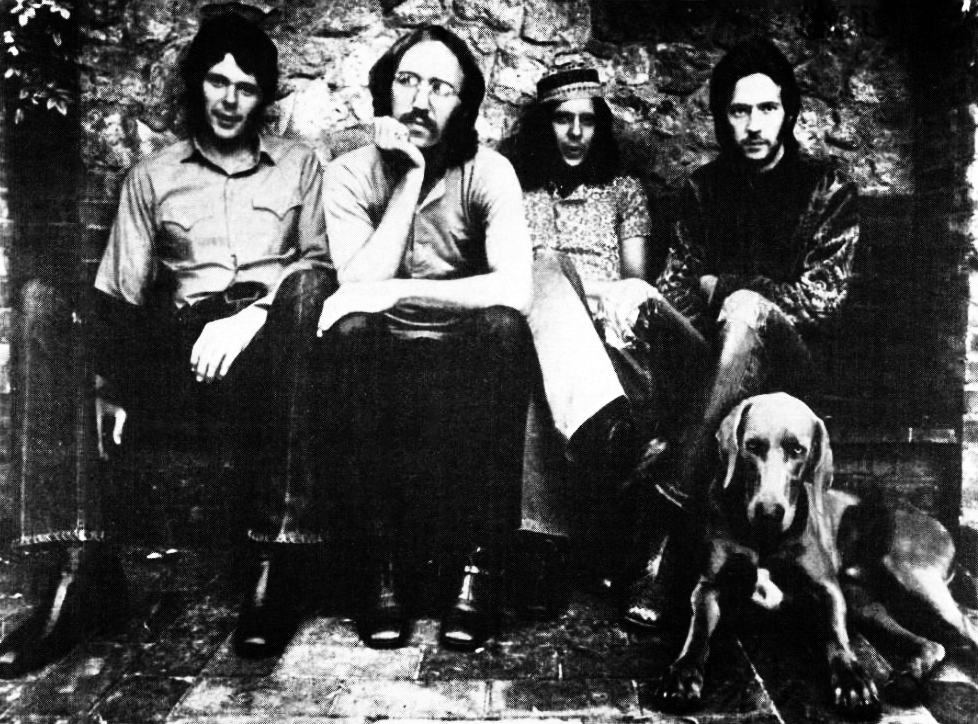
Jim Gordon, Carl Radle, Bobby Whitlock y Eric Clapton formaron Derek and the Dominos durante las sesiones de All Things Must Pass.

Además de las diecisiete composiciones publicadas en All Things Must Pass, Harrison grabó al menos otra veintena de canciones, bien en forma de demo o bien como tomas descartadas de las sesiones. En una entrevista de 1992, comentó sobre el vasto volumen de material: «No tenía muchas melodías en los discos de The Beatles, de modo que hacer un álbum como All Things Must Pass fue como ir al baño y dejar que saliera». Además de «Wah-Wah», «Art of Dying» y otras canciones que se desarrollaron en los meses posteriores con otros músicos, las demos que Harrison enseñó a Spector incluyeron los siguientes títulos inéditos: «Window, Window», «Everybody, Nobody», «Nowhere to Go», «Cosmic Empire», «Mother Divine» y «Tell Me What Has Happened to You». Quince de las demos de All Things Must Pass circulan en una grabación pirata con el título de Beware of ABKCO.
Harrison volvió a usar demos de las sesiones de All Things Must Pass en años posteriores, como en el caso de «Beautiful Girl», que figuró en el álbum Thirty Three & 1/3, y de «I Don't Want to Do It», su contribución a la banda sonora del largometraje Porky's 3: la venganza. Durante las sesiones, Harrison registró también maquetas de «You», «Try Some, Buy Some» y «When Every Song Is Sung». Harrison ofreció las tres canciones a Ronnie Spector en febrero de 1971 para un álbum en solitario a grabar con Apple Records que nunca llegó a publicarse. Tras grabar sus propias versiones de «Try Some, Buy Some» y «You» en 1973 y 1975 respectivamente, ofreció «When Every Song is Sung» con el título de «I'll Still Love You» a su antiguo compañero en The Beatles, Ringo Starr, que la publicó en su álbum de 1976 Ringo's Rotogravure.
«Woman Don't you Cry for Me», compuesta en diciembre de 1969 con guitarra slide, fue otra canción de las sesiones de All Things Must Pass que Harrison regrabó en Thirty Three & 1/3. La única canción de las sesiones publicada como pista adicional en la reedición de 2001 fue «I Live for You», mientras que «Down to the River» sigue siendo inédita en su formato original, aunque el músico la reconstruyó bajo el título de «Rocking Chair in Hawaii» para su último trabajo, el álbum póstumo Brainwashed.
Harrison también grabó las siguientes composiciones durante las sesiones de All Things Must Pass que nunca se editaron hasta la fecha en una publicación oficial: «Dehradun», «Gopala Krishna» y «Going Down to Golders Green». El músico compuso la primera durante su estancia en Rishikesh a comienzos de 1968 e interpretó un fragmento al ukelele en el documental The Beatles Anthology, mientras que «Gopala Krishna» incluye una letra en sánscrito y el biógrafo Simon Leng la calificó como una «compañera rockera» de «Awaiting on You All». Por otra parte, «Going Down to Golders Green» fue una canción compuesta para Doris Tray que nunca llegó a publicarse.

## Producción

### Primeras sesiones de grabación
Harrison enseñó sus canciones a Phil Spector en los estudios Abbey Road el 20 de mayo de 1970, el mismo día en el que tuvo lugar el estreno del largometraje Let It Be, el último trabajo cinematográfico de The Beatles. Las sesiones de grabación comenzaron seis días después, junto a los ingenieros de sonido Ken Scott y Phil McDonald. Spector grabó la mayor parte de las pistas de acompañamiento en directo en el propio estudio, en algunos casos con múltiples baterías y teclistas, y en ocasiones con hasta cinco guitarras rítmicas; esto contribuyó a crear un sonido denso característico de su trabajo y apodado como muro de sonido.
Según los autores Chip Madinger y Mark Easter, Spector grabó la mayoría de las pistas de acompañamiento en una grabadora de ocho pistas en los estudios Abbey Road. En una primera serie de sesiones, que tuvieron lugar entre mayo y junio, grabaron las canciones «Wah Wah» y «What is Life», además de dos versiones de «Isn't It a Pity» y los dos temas en los que participó Pete Drake, «All Things Must Pass» y «Ballad of Sir Frankie Crisp». Después de contribuir al álbum de Harrison, Drake regresó a Nashville para grabar con Ringo Starr su segundo álbum en solitario, Beaucoups of Blues.
Los temas instrumentales «Thanks for the Pepperoni» y «Plug Me In», incluidos en el disco extra Apple Jam y con extensos solos de guitarra de Eric Clapton, Dave Mason y el propio Harrison, fueron grabados a finales de junio en los Apple Studios de Savile Row. Por otra parte, «Out of the Blue» incluyó la participación de Bobby Keys y Jim Price, que durante la época trabajaron con The Rolling Stones.
Aunque Harrison estimó durante una entrevista de radio que la grabación de All Things Must Pass no iba a prolongarse más de ocho semanas, las sobregrabaciones y las mezclas del álbum duraron cinco meses, hasta finales de octubre. Parte del motivo fueron las frecuentes visitas que Harrison realizó a Liverpool para estar con su madre, que había sido diagnosticada con cáncer y que falleció en julio de 1970. Además, los participantes en las sesiones de grabación identificaron el comportamiento errático de Spector como otro factor que ralentizó el progreso del álbum. Al respecto, Harrison comentó posteriormente que Spector necesitaba «dieciocho brandis de cereza antes de empezar a trabajar», una situación que obligó al músico a trabajar solo en varias ocasiones.
En julio de 1970, tras reanudar las sesiones en los Trident Studios, Spector se cayó en el estudio y se rompió un brazo. A comienzos del mismo mes, Harrison paró las sesiones de All Things Must Pass para visitar a su madre en el hospital por última vez. La preocupación de EMI por los sobrecostes de la grabación aumentó la presión sobre Harrison, que de forma paralela vio cómo Clapton consumía frecuentemente heroína, lo que el músico justificaba con un sentimiento de culpabilidad por haberse encaprichado de Pattie Boyd, la mujer de Harrison. Después de que Boyd rechazara a Clapton en noviembre de 1970, el músico sufrió una drogodependencia que llevó a la ruptura de su grupo Derek and the Dominos a comienzos de 1971 y a dejar de lado su carrera musical hasta 1974.

### Sobreproducción
En ausencia de Spector, Harrison terminó las pistas de acompañamiento y las primeras sobregrabaciones del álbum el 12 de agosto de 1970. A continuación, mandó las primeras mezclas a su coproductor, que estaba convaleciente en Los Ángeles. El 19 de agosto, Spector respondió con una carta en la que le sugería nuevas sobregrabaciones y mezclas. Entre los comentarios de Spector estaban sugerencias detalladas en torno a «Let It Down», que Madinger y Easter describieron como «el mejor ejemplo de Spector galopando sobre el muro de sonido», y una instancia para que ambos siguieran trabajando en los Trident Studios. Finalmente, Spector regresó para supervisar el paso de las grabaciones de ocho pistas a cintas maestras de dieciséis pistas, un proceso que facilitó la sobregrabación de nuevos instrumentos.
John Barham grabó la orquestación de varias canciones durante la siguiente fase de la producción de All Things Must Pass, que empezó a comienzos de septiembre. Leng reconoció los arreglos de Barham en canciones como «Isn't It a Pity», «My Sweet Lord», «Beware of Darkness» y «All Things Must Pass» como elementos importantes para el sonido del álbum, mientras que Spector elogió el trabajo de Harrison en las sobregrabaciones: «Perfeccionismo no es la palabra correcta. Cualquiera puede ser perfeccionista; él estaba más allá de eso».

### Mezclas y masterización
El 9 de octubre, durante una de las últimas sesiones para mezclar All Things Must Pass en los estudios Abbey Road, Harrison presentó a John Lennon la canción «It's Johnny's Birthday» con motivo de su cumpleaños. En la canción, Harrison tocó todos los instrumentos y contó con la contribución en los coros de Mal Evans y del ingeniero Eddie Klein. El mismo mes, terminó de producir el sencillo de Ringo Starr «It Don't Come Easy», cuya pista de acompañamiento grabó en marzo del mismo año con Klaus Voormann en Trident Studios. Además de su contribución a proyectos de Starr, Clapton, Preston y Ashton a lo largo de 1970, Harrison devolvió el favor a compañeros de profesión que contribuyeron a la grabación de All Things Must Pass y participó en trabajos de Bobby Whitlock, Gary Wright, Badfinger y Bobby Keys con el paso de los años.
El 28 de octubre, Harrison y Boyd llegaron a Nueva York, donde trabajó con Spector en la secuenciación final del álbum. Harrison dudó en un principio sobre si todas las canciones grabadas eran dignas de incluir en el álbum: sin embargo, Allan Steckler, representante de Apple Records en Estados Unidos, se mostró asombrado por la calidad del material y aseguró que debía publicar todas las canciones.

## Diseño de la portada

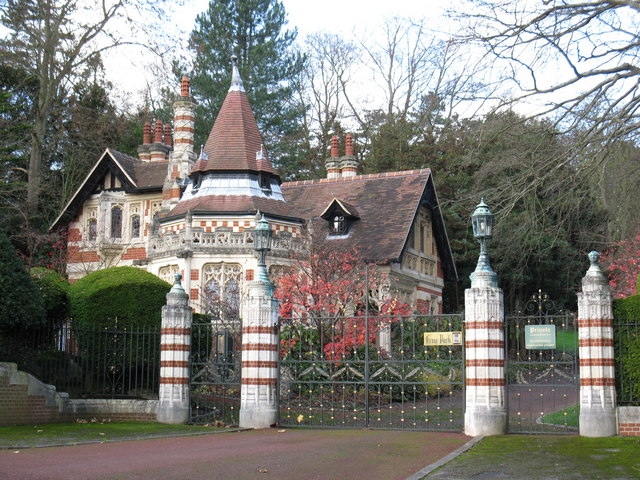
Entrada de Friar Park, la residencia de Harrison en cuyo jardín central realizó la portada de All Things Must Pass.

Harrison contrató a Tom Wilkes para diseñar una «caja de cartón con bisagras» para meter tres discos de vinilo, un formato pionero en la música rock que en la época se asociaba con publicaciones de música clásica. Tony Bramwell, un empleado de Apple Corps, comentó posteriormente: «Fue algo sangriento; necesitabas brazos de orangután para cargar con media docena de discos».
Barry Feinstein fue el encargado de tomar la fotografía en blanco y negro para la portada de All Things Must Pass, que muestra a Harrison sentado en el jardín principal de Friar Park. Varios comentaristas interpretaron la fotografía como un intento de desmarcarse de la identidad colectiva de The Beatles, al mostrar a Harrison rodeado por cuatro gnomos de jardín que representarían a los miembros del grupo. Los gnomos se trasladaron poco tiempo antes a Friar Park y se colocaron en el jardín. Al verlos, Feinstein encontró inmediatamente paralelismos con los antiguos compañeros de grupo de Harrison: «¿Qué otra cosa podía ser? The Beatles habían acabado, ¿verdad? Y el título, muy simbólico».
El crítico Mikal Gilmore, de la revista Rolling Stone, mencionó que el rechazo inicial de John Lennon hacia All Things Must Pass fue causado posiblemente porque se sintió irritado por la portada. Por otra parte, el biógrafo Elliot Huntley atribuyó ese rechazo a los celos que Lennon sintió durante una época en la que «cualquier cosa que Harrison tocaba se convertía en oro». Según una entrevista de Harrison para la revista Crawdaddy! en 1977, Lennon comentó a un amigo mutuo que Harrison debía estar completamente loco al publicar un álbum triple, y describió su aspecto en la portada como un «asmático Leon Russell». Más tarde, Lennon comentó a Jann Wenner, editor de Rolling Stone, que prefería All Things Must Pass antes que la «basura» del primer álbum de McCartney, publicado en abril de 1970.
Apple incluyó un póster en el álbum, de Harrison en un pasillo de su hogar, delante de una ventana con marco de hierro. Wilkes había diseñado otro póster, parte del cual mostraba una escena erótica con mujeres desnudas y una representación de Krishna, pero según el autor Bruce Spizer, Harrison no estaba cómodo con la imagen y decidió no publicarla. Algunas de las fotografías de Feinstein que Wilkes incorporó al diseño del póster aparecieron posteriormente en los sencillos «My Sweet Lord» y «What Is Life».

## Recepción
Tras su publicación, All Things Must Pass recibió el reconocimiento casi unánime de la crítica musical. El autor Robert Rodríguez escribió que la atención de la crítica se centró en «un gran talento desatado que había estado oculto durante todos estos años detrás de Lennon y McCartney». En el mismo sentido, Rodríguez continuó: «Que el Beatle tranquilo fuera capaz de ese rango, desde la alegre «What is Life» a la meditativa «Isn't It a Pity» y a la arrolladora «Art of Dying», fue revelador». Una parte de los periodistas tendieron a descalificar el tercer disco con improvisaciones y lo consideraron una adición «libre» para justificar el alto precio del álbum, aunque Anthony DeCurtis reconoció que Apple Jam era una evidencia más de la «liberación creativa» del álbum.

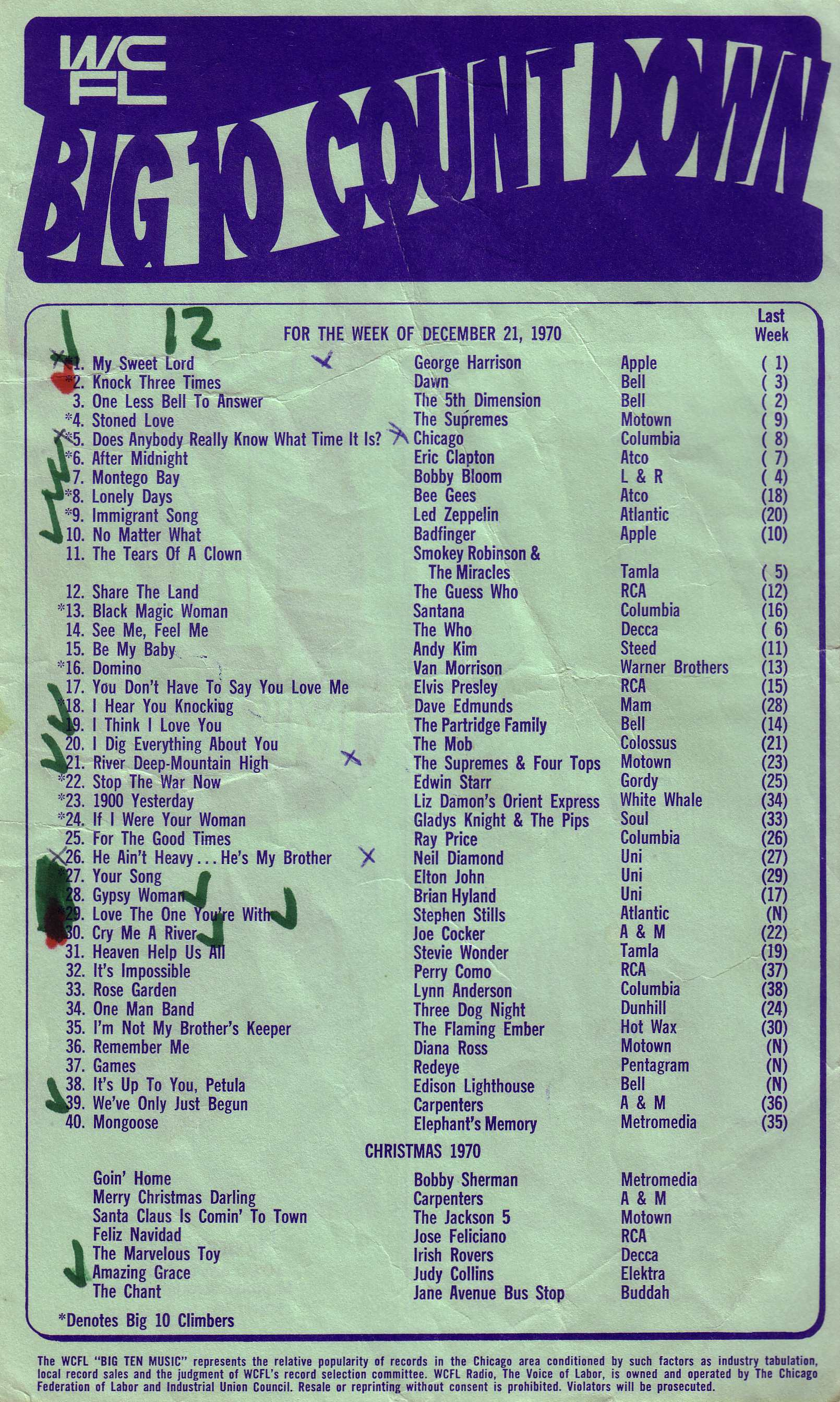
El sencillo «My Sweet Lord», en lo alto de la lista de éxitos elaborada por la estación de radio WCFL de Chicago.

Ben Gerson consideró el álbum en su reseña para Rolling Stone «una declaración intensamente personal y un gesto grandioso, un triunfo sobre la modestia artística», y definió el álbum como una «extravagancia de piedad, sacrificio y disfrute, cuya enorme magnitud y ambición podría apodarlo el Guerra y paz del rock and roll». Gerson también aprobó la producción musical del álbum y lo calificó como «wagneriano, bruckneriano, la música de la cima de las montañas y los vastos horizontes». En la revista NME, Alan Smith definió las canciones de Harrison como «música de la mente» y añadió: «Buscan y deambulan, como en los ritmos suaves de un sueño, y al final ajusta las palabras que son a la vez profundas y bellas».
El periodista Richard Williams resumió en su crónica para Melody Maker la sorpresa que muchos sentían por la aparente transformación de Harrison: «All Things Must Pass supone el equivalente en el rock de lo que sintieron los espectadores de la preguerra cuando Greta Garbo abrió por primera vez su boca en el cine sonoro». En otra reseña para The Times, Williams opinó que, de todos los trabajos de los Beatles en solitario, el álbum de Harrison «es, de lejos, la mejor escucha, quizás porque es el que más cerca está de la tradición que el grupo empezó ocho años antes».
No obstante, algunos periodistas consideraron All Things Must Pass como un trabajo de relevancia menor. Al respecto, el crítico Robert Christgau consideró que el álbum no tenía «rasgos distintivos» y lamentó el «anonimato» en la voz de Harrison. En su libro The Beatles: An Illustrated Record, Carr y Tyler fuero igualmente tibios en su evaluación del álbum, y criticaron la «homogeneidad» de la producción musical y la «naturaleza lúgubre en el estilo de composición de Harrison».
En el plano comercial, All Things Must Pass alcanzó el primer puesto en la lista de discos más vendidos del Reino Unido, aunque hasta 2006 los registros indicaron incorrectamente que el álbum alcanzó el puesto cuatro. El error tuvo su origen en una huelga del servicio postal en el país entre febrero y marzo de 1971, fechas durante las cuales no se registraron las ventas del álbum en tiendas minoristas. En julio de 2006, la Compañía oficial de listas del Reino Unido modificó sus registros para demostrar que All Things Must Pass fue el disco más vendido en los meses que duró la huelga.
En Estados Unidos, el álbum estuvo siete semanas en el primer puesto de la lista Billboard 200, entre el 2 de enero y el 20 de febrero de 1971, lo cual coincidió en parte con la posición del sencillo «My Sweet Lord» en lo alto de la lista Billboard Hot 100. Harrison repitió el doble primer puesto en ambas listas estadounidenses dos años después con el sencillo «Give Me Love (Give Me Peace on Earth) y el álbum Living in the Material World. En Estados Unidos, la RIAA certificó por primera vez el álbum como disco de oro el 17 de diciembre de 1970: desde entonces, el álbum obtuvo seis veces la certificación de disco de platino. Por otra parte, la Asociación Canadiense de la Industria Grabada certificó el álbum como disco de oro por sus ventas en Canadá. Según John Bergstrom, All Things Must Pass había vendido mayor cantidad de copias hacia enero de 2011 más que los discos Imagine y Band on the Run, de Lennon y McCartney respectivamente, juntos.

## Reediciones
Con motivo del trigésimo aniversario de la publicación del álbum, Harrison supervisó una edición remasterizada de All Things Must Pass que publicó en enero de 2001, menos de un año antes de fallecer a causa de un cáncer con 58 años. Se publicó bajo Gnome Records, un sello creado específicamente para el proyecto, y contó con una revisión del diseño del álbum creado por Wilkes y Feinstein: mientras que la portada incluyó una versión coloreada de la fotografía original, las cubiertas de cartón de los dos discos incluidas en el interior de la caja sobrepusieron elementos urbanos y arquitectónicos a la imagen anterior. La evolución interior de la portada sirvió para ilustrar la consternación de Harrison sobre «la dirección a la que el mundo parecía dirigirse a comienzos del nuevo milenio»; según el biógrafo Gary Tillery, una dirección «muy lejos de la era de Acuario que había sido el sueño de la década de 1960».
La reedición incluyó cinco temas nuevos, entre ellos «I Live for You», dos demos de «Beware of Darkness» y «Let It Down» interpretadas en mayo de 1970 en los estudios Abbey Road, y una nueva versión parcialmente regrabada de «My Sweet Lord» que contó con la participación de su hijo Dhani Harrison, la cantante Sam Brown y el percusionista Ray Cooper. Además, Harrison cambió la secuencia del contenido de Apple Jam, que se incluyó en la parte final del segundo disco, con la canción «Out of the Blue» cerrando el álbum.
En los Estados Unidos, alcanzó el puesto cuatro en la lista Top Pop Catalog Albums de Billboard y llegó a la primera posición de la lista Internet Album Sales en su primera semana, mientras que en el Reino Unido, el álbum alcanzó el puesto 68 en la lista de discos más vendidos. Tras la muerte de Harrison el 29 de noviembre, All Things Must Pass volvió a entrar en las listas de Estados Unidos y alcanzó el puesto seis y siete en la lista Top Pop Catalog e Internet Album Sales respectivamente. En octubre de 2007, entró de nuevo en la lista Top Pop Catalog Albums y alcanzó la tercera posición. En el cuadragésimo aniversario, EMI reeditó All Things Must Pass en su publicación original con una caja recopilatoria de tres discos de vinilo.
En septiembre de 2014, All Things Must Pass fue nuevamente remasterizado y reeditado como parte de The Apple Years 1968‑75, una caja recopilatoria que incluyó los seis discos de estudio de Harrison publicados con Apple Records.

## Lista de canciones
Todas las canciones escritas y compuestas por George Harrison excepto donde se indica.
Edición original
| Cara A |                               |                 |          |  |
| N.º    | Título                        | Escritor(es)    | Duración |  |
| 1.     | «I'd Have You Anytime»        | Harrison, Dylan | 3:01     |  |
| 2.     | «My Sweet Lord»               |                 | 4:40     |  |
| 3.     | «Wah-Wah»                     |                 | 5:40     |  |
| 4.     | «Isn't It a Pity» (Versión 1) |                 | 7:11     |  |

| Cara B |                           |              |          |  |
| N.º    | Título                    | Escritor(es) | Duración |  |
| 1.     | «What Is Life»            |              | 4:17     |  |
| 2.     | «If Not for You»          | Dylan        | 3:30     |  |
| 3.     | «Behind That Locked Door» |              | 3:11     |  |
| 4.     | «Let It Down»             |              | 5:01     |  |
| 5.     | «Run of the Mill»         |              | 2:53     |  |

| Cara C |                                             |          |  |
| N.º    | Título                                      | Duración |  |
| 1.     | «Beware of Darkness»                        | 3:53     |  |
| 2.     | «Apple Scruffs»                             | 3:10     |  |
| 3.     | «Ballad of Sir Frankie Crisp (Let It Roll)» | 3:50     |  |
| 4.     | «Awaiting on You All»                       | 3:50     |  |
| 5.     | «All Things Must Pass»                      | 3:46     |  |

| Cara D |                               |          |  |
| N.º    | Título                        | Duración |  |
| 1.     | «I Dig Love»                  | 4:55     |  |
| 2.     | «Art of Dying»                | 3:37     |  |
| 3.     | «Isn't It a Pity» (Versión 2) | 4:45     |  |
| 4.     | «Hear Me Lord»                | 5:46     |  |

| Cara E (Apple Jam) |                                                        |                                                                            |          |  |
| N.º                | Título                                                 | Escritor(es)                                                               | Duración |  |
| 1.                 | «Out of the Blue»                                      | Gordon, Radle, Whitlock, Clapton, Wright, Harrison, Price, Keys, Aronowitz | 11:14    |  |
| 2.                 | «It's Johnny's Birthday» (Basada en «Congratulations») | Martin, Coulter                                                            | 0:49     |  |
| 3.                 | «Plug Me In»                                           | Gordon, Radle, Whitlock, Clapton, Mason, Harrison                          | 3:18     |  |

| Cara F (Apple Jam) |                            |                                                   |          |  |
| N.º                | Título                     | Escritor(es)                                      | Duración |  |
| 1.                 | «I Remember Jeep»          | Baker, Voormann, Preston, Clapton, Harrison       | 8:07     |  |
| 2.                 | «Thanks for the Pepperoni» | Gordon, Radle, Whitlock, Clapton, Mason, Harrison | 5:31     |  |

Reedición (2001)
| Disco uno |                                     |                 |          |  |
| N.º       | Título                              | Escritor(es)    | Duración |  |
| 1.        | «I'd Have You Anytime»              | Harrison, Dylan | 2:56     |  |
| 2.        | «My Sweet Lord»                     |                 | 4:38     |  |
| 3.        | «Wah-Wah»                           |                 | 5:35     |  |
| 4.        | «Isn't It a Pity» (Versión 1)       |                 | 7:08     |  |
| 5.        | «What Is Life»                      |                 | 4:22     |  |
| 6.        | «If Not for You»                    | Dylan           | 3:29     |  |
| 7.        | «Behind That Locked Door»           |                 | 3:05     |  |
| 8.        | «Let It Down»                       |                 | 4:57     |  |
| 9.        | «Run of the Mill»                   |                 | 2:49     |  |
| 10.       | «I Live for You»                    |                 | 3:35     |  |
| 11.       | «Beware of Darkness» (Demo)         |                 | 3:19     |  |
| 12.       | «Let It Down» (Versión alternativa) |                 | 3:54     |  |
| 13.       | «What Is Life» (Mezcla alternativa) |                 | 4:27     |  |
| 14.       | «My Sweet Lord» (Versión 2000)      |                 | 4:57     |  |

| Disco dos |                                             |                                                                            |          |  |
| N.º       | Título                                      | Escritor(es)                                                               | Duración |  |
| 1.        | «Beware of Darkness»                        |                                                                            | 3:48     |  |
| 2.        | «Apple Scruffs»                             |                                                                            | 3:04     |  |
| 3.        | «Ballad of Sir Frankie Crisp (Let It Roll)» |                                                                            | 3:46     |  |
| 4.        | «Awaiting on You All»                       |                                                                            | 2:45     |  |
| 5.        | «All Things Must Pass»                      |                                                                            | 3:44     |  |
| 6.        | «I Dig Love»                                |                                                                            | 4:55     |  |
| 7.        | «Art of Dying»                              |                                                                            | 3:37     |  |
| 8.        | «Isn't It a Pity» (Versión 2)               |                                                                            | 4:45     |  |
| 9.        | «Hear Me Lord»                              |                                                                            | 5:46     |  |
| 10.       | «It's Johnny's Birthday»                    | Martin, Coulter, Harrison, Eddie Klein                                     | 0:49     |  |
| 11.       | «Plug Me In»                                | Clapton, Gordon, Harrison, Mason, Radle, Whitlock                          | 3:18     |  |
| 12.       | «I Remember Jeep»                           | Baker, Clapton, Harrison, Preston, Voormann                                | 8:07     |  |
| 13.       | «Thanks for the Pepperoni»                  | Clapton, Gordon, Harrison, Mason, Radle, Whitlock                          | 5:31     |  |
| 14.       | «Out of the Blue»                           | Aronowitz, Clapton, Gordon, Harrison, Keys, Price, Radle, Whitlock, Wright | 11:16    |  |

## Personal
Músicos
| - George Harrison: voz, guitarra acústica, guitarra eléctrica, dobro, armónica, sintetizador Moog, armonio y coros - Eric Clapton: guitarras acústica y eléctrica y coros - Gary Wright: piano, piano eléctrico y órgano - Bobby Whitlock: órgano, armonio, piano, campanas tubulares y coros - Klaus Voormann: bajo y guitarra eléctrica - Jim Gordon: batería - Carl Radle: bajo - Ringo Starr: batería y percusión - Billy Preston: piano y órgano - Jim Price: trompeta, trombón y arreglos - Bobby Keys: saxofón - Alan White: batería y vibráfono - Pete Drake: pedal steel - John Barham: orquestación, armonio y vibráfono - Pete Ham: guitarra acústica - Maurice Gibb: piano | - Tom Evans: guitarra acústica - Joey Molland: guitarra acústica - Mike Gibbins: percusión - Dave Mason: guitarras eléctrica y acústica - Tony Ashton: piano - Gary Brooker: piano - Mal Evans: percusión y coros - Phil Collins: percusión - Ginger Baker: batería - Peter Frampton: guitarras - Al Aronowitz: sin especificar - Eddie Klein: coros - Dhani Harrison: guitarras acústica y eléctrica y coros (en reedición de 2001) - Sam Brown: coros (en reedición de 2001) - Ray Cooper: percusión y sintetizador (en reedición de 2001) |

## Posición en listas
| Año     | País                | Lista                  | Posición |
| ------- | ------------------- | ---------------------- | -------- |
| 1970‑71 | Alemania Occidental | Media Control Charts   | 10       |
| 1970‑71 | Australia           | Kent Music Report      | 1        |
| 1970‑71 | Canadá              | RPM Albums Chart       | 1        |
| 1970‑71 | Estados Unidos      | Billboard 200          | 1        |
| 1970‑71 | Italia              | Italian Albums Chart   | 2        |
| 1970‑71 | Japón               | Oricon LP Chart        | 4        |
| 1970‑71 | Noruega             | VG-Lista Albums Chart  | 1        |
| 1970‑71 | Países Bajos        | Mega Albums Chart      | 1        |
| 1970‑71 | Reino Unido         | UK Albums Chart        | 1        |
| 1970‑71 | Suecia              | Kvällstoppen Chart     | 1        |
| 2001    | Estados Unidos      | Internet Album Sales   | 1        |
| 2001    | Estados Unidos      | Top Pop Catalog Albums | 4        |
| 2001    | Francia             | SNEP Albums Chart      | 68       |
| 2001    | Japón               | Oricon Albums Chart    | 46       |
| 2001    | Reino Unido         | UK Albums Chart        | 68       |
| 2007    | Estados Unidos      | Top Pop Catalog Albums | 3        |

| Año                       | Sencillo                    | País                      | Lista                  | Posición |
| ------------------------- | --------------------------- | ------------------------- | ---------------------- | -------- |
| 1970                      | «My Sweet Lord»             | Bandera de Estados Unidos | Billboard Hot 100      | 1        |
| 1970                      | «My Sweet Lord»             | Bandera del Reino Unido   | UK Singles Chart       | 1        |
| 1970                      | «My Sweet Lord»             | Bandera de Australia      | Kent Music Report      | 1        |
| 1970                      | «My Sweet Lord»             | Bandera de Austria        | Austrian Singles Chart | 1        |
| 1970                      | «My Sweet Lord»             | España                    | Spanish Singles Chart  | 1        |
| 1970                      | «My Sweet Lord»             | Bandera de Canadá         | RPM Singles Chart      | 1        |
| 1970                      | «My Sweet Lord»             | Bandera de Francia        | SNEP Singles Chart     | 1        |
| 1970                      | «My Sweet Lord»             | Bandera de Japón          | Oricon Singles Chart   | 4        |
| 1970                      | Bandera de los Países Bajos | Dutch Singles Chart       | 1                      |          |
| 1970                      | «Isn't It a Pity»           | Bandera de Canadá         | RPM Singles Chart      | 1        |
| Bandera de Estados Unidos | «Isn't It a Pity»           | Billboard Hot 100         | 1                      |          |
| 1971                      | «What is Life»              | Bandera de Australia      | Kent Music Report      | 1        |
| 1971                      | «What is Life»              | Bandera de Canadá         | RPM Singles Chart      | 3        |
| 1971                      | «What is Life»              | Bandera de Estados Unidos | Billboard Hot 100      | 10       |
| 2002                      | «My Sweet Lord»             | Bandera de Canadá         | Canadian Singles Chart | 1        |
| 2002                      | «My Sweet Lord»             | Bandera del Reino Unido   | UK Singles Chart       | 1        |

## Certificaciones
| Fecha                    | País           | Organismo certificador | Certificación | Ventas certificadas |
| ------------------------ | -------------- | ---------------------- | ------------- | ------------------- |
| 7 de marzo de 2001       | Estados Unidos | RIAA                   | Platino (x6)  | 6 000               |
| 12 de septiembre de 2003 | Canadá         | CRIA                   | Oro           | 50 000              |
| 2 de julio de 2013       | Reino Unido    | BPI                    | Oro           | 100 000             |